# Newton Compton Editori
La Newton Compton è una casa editrice italiana.

## Storia
Fondata a Roma nel 1969 da Vittorio Avanzini (nel 1937), tuttora alla guida dell'azienda insieme al figlio Raffaello, fin dagli esordi la casa editrice si dedica soprattutto al mercato del libro tascabile, lanciando negli anni settanta paperbacks economici, classici della saggistica, della narrativa e della poesia italiana e straniera. Fu lui a pubblicare Freud in versione economica e, per primo, i testi poetici di Bob Dylan e Patti Smith.
Nel 1988 è iniziata la collana dei Grandi Tascabili Economici - rinnovata nel 2010 - di classici della letteratura, della filosofia e di poesia e saggistica; nel 1991 iniziano i Mammut, che raccolgono la produzione, spesso completa, di autori classici, con un prezzo molto contenuto; nel 1992 è nata la collana 100 pagine 1000 lire. Nel 1990-1992 furono vendute 12 milioni di copie. Il successo fu replicato nel 2013 con i classici a 0,99 euro. Dal 2010 la Newton Compton è entrata nel mercato degli ebook.
Il 15 marzo 2019 il Gruppo editoriale Mauri Spagnol (GeMS) ha acquisito il controllo della casa editrice, rilevandone il 51% delle quote. La guida operativa è rimasta alla famiglia Avanzini.

## Le collane

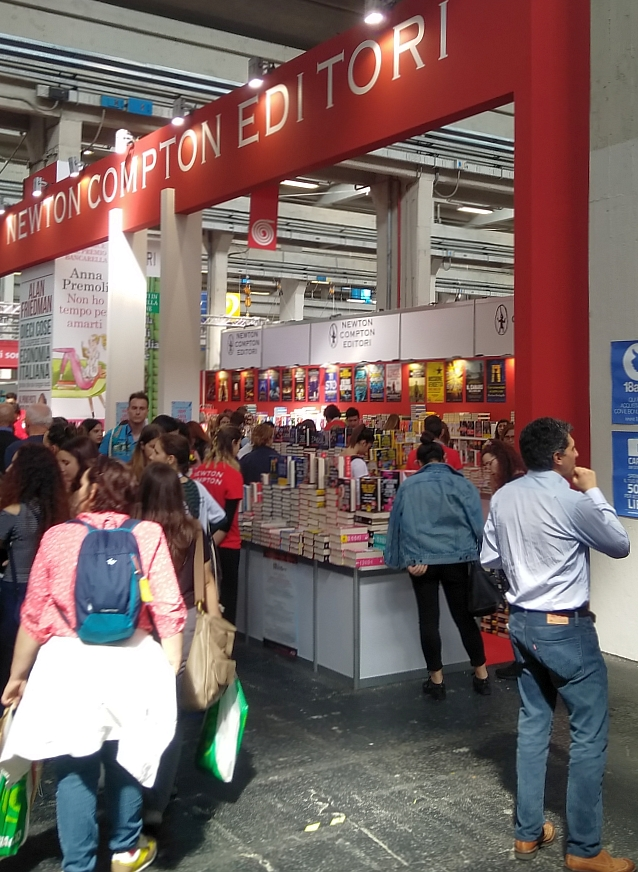
Salone del libro 2018 stand Newton Compton

### Collane libri
- 3.0: autori italiani e stranieri, esordienti e nomi già affermati che ci regalano storie vere e intense in cui rispecchiarsi. Romanzi per tutti, racconti familiari, contemporanei, per lettori appassionati e sempre in cerca di stimoli ed emozioni nuove[3].
- Alphabet: racchiude romanzi classici ordinati in ordine alfabetico per il cognome dell'autore.
- Anagramma (AGN): una collana dedicata alla narrativa mondiale e ai romanzi che hanno ispirato indimenticabili film, per lettori e lettrici che vogliono divertirsi e riflettere sull'amore, l'amicizia e la vita[4].
- Biblioteca Napoletana Newton: tutti i segreti sulla città di Napoli.
- Biblioteca Romana Newton: tutti i segreti sulla capitale d'Italia.
- Centouno: 101 consigli in amore o sul posto di lavoro, 101 itinerari da sogno in volumi originali e divertenti che contengono tutto quello che dovreste sapere o fare. Geniali e tutti da provare, almeno una volta nella vita[5].
- Classici Moderni Newton: sono i libri che non possono mancare nella tua biblioteca; sono le pagine più intense della letteratura dell’Ottocento e del Novecento[6].
- Controcorrente: collana che ospita le inchieste giornalistiche più scomode, i temi attuali più scottanti e le analisi che fanno luce sugli aspetti torbidi della nostra società[7].
- Cucina di Mare Newton: libri di cucina sui migliori piatti a tema mare.
- Cucina Italiana Newton: libri di cucina sulle migliori ricette italiane di sempre.
- First: prime edizioni di romanzi rosa, erotici e thriller caratterizzati dal prezzo di €6,90.
- Gli Insuperabili: le ristampe dei migliori romanzi Nuova Narrativa Newton e Vertigo al prezzo imbattibile di €5,90.
- Gli Insuperabili Gold: le ristampe dei migliori romanzi Nuova Narrativa Newton al prezzo imbattibile di €4,90.
- Grandi Manuali Newton: volumi illustrati di cucina, disegno, spiritualità, scienza.
- Grandi Tascabili Contemporanei: sono i bestseller dei generi più in voga, dal romanzo storico al romanzo rosa, dalla crime novel al memoir; sono i grandi successi della narrativa italiana e internazionale degli ultimi anni; sono i libri che non possono mancare in ogni libreria che voglia accogliere il meglio della contemporaneità[8].
- I Mammut: in un unico grande libro i capolavori e le opere complete dei più importanti protagonisti della letteratura, della filosofia e del teatro[9].
- I Superinsuberabili: grandi successi di autori bestseller italiani e stranieri raccolti in un unico volume al prezzo imbattibile di €9,90 o €12,90.
- I Volti della Storia: storie di personaggi e avvenimenti, con indagini sugli aspetti meno noti, narrando l’avventura che c’è sempre nella storia, in quella dei nostri giorni e in quella dei secoli passati, scavando dietro ai fatti e ricorrendo, se occorre, alla finzione del romanzo, per raccontare verosimili ipotesi, quando la certezza della prova si riveli impossibile[10].
- La Nuova Cucina del Buongustaio (ex La cucina del buongustaio): libri di cucina sulle migliori ricette di sempre.
- Le Storie Newton: una collana che si muove lungo i secoli e indaga il vero volto della Storia attraverso dettagliati resoconti, affascinanti leggende, insondabili misteri, ritratti di personaggi celebri e meno celebri, per far rivivere epoche che hanno segnato il cammino dell’umanità al prezzo imbattibile di €5,00.
- Live Deluxe: libri inediti o in ristampa rilegati in piccolo formato venduti a €1,90.
- Manuali Economici di Cucina: grande collana sulle ricette più esotiche.
- Milleuno: grandi volumi illustrati sulle città italiane (e non solo).
- MiniMammut: l'edizione "ristretta" dei Mammut, al prezzo di €3,90 o €4,90.
- Newton Compton Kids: i libri per i più piccoli.
- Newton Pocket.
- Newton Relax: piccole guide e grandi manuali per rendere ogni giorno più leggero al prezzo speciale di €5,00[11].
- Newton Zen.
- Nuova Narrativa Newton (NNN): una collana aperta a tutte le tendenze e a tutti i generi che si stanno imponendo ed espandendo nel panorama sempre più ricco e mutevole dell’attualità. Libri del nostro tempo, di forte impianto realistico e fantastico insieme, suggestivi nell'intreccio, veridici nei temi, densi nei contenuti, limpidi nello stile. Una narrativa in sintonia con i nuovi modi di sentire, di agire, di vivere, senza esclusioni di culture e di categorie, orientata a congiungere la lucida conoscenza della realtà con il piacere della sua libera invenzione[12].
- Prima Pagina: i migliori libri d'inchiesta a soli €5,00[13]
- Quest'Italia: la storia locale, gli usi, i costumi e le tradizioni popolari in una collana che mira a far conoscere al grande pubblico i segreti e gli aneddoti meno noti di questo Paese[14].
- Storie Insolite Newton: misteri e segreti di varie città del mondo.
- Tradizioni Italiane: l'arte, l'architettura, il folclore, i proverbi e i modi di dire, la tradizione culinaria, la storia e le storie delle nostre regioni e delle nostre città[15].
- Vertigo (VN): la narrativa più estrema, gli stili più innovativi, le storie più forti in una collana che combina il noir e il romanzo metropolitano[16], l'arrivo di vampiri, angeli ed esseri soprannaturali.
- Storia. Nel 1976 nasceva la prima collana organica di storia locale, “Quest'Italia”, cui seguirono le “Guide insolite” e le “Storie insolite”, “Tradizioni italiane" e "I volti della storia": collane sull'arte, il folclore, la storia, i proverbi e la tradizione locale (tra i libri più noti quelli di Claudio Rendina)

Tutte le pubblicazioni che non rientrano in nessuna di queste collane vengono chiamate dalla Newton Fuori collana.

#### Collane non più attive
- Tascabili Economici Newton (TEN): collana di tascabili in edizione economica.
- Grandi Tascabili Economici Newton (GTE): racchiudeva classici greci e latini, capolavori del teatro e della poesia, opere filosofiche.
- Biblioteca del Sapere Newton
- Biblioteca Economica Newton - Sezione Ragazzi
- CULT: opere di autori classici i cui adattamenti cinematografici sono divenuti famosi.
- LIVE: racconti inediti o ristampe di libri in piccolo formato venduti a €0,99 (chiusa in seguito all'apertura della Live Deluxe).
- Universale Storica Newton: i misteri delle antiche civiltà, i protagonisti che hanno lasciato il segno, le pagine memorabili della storia fino ai giorni nostri.

### Collane di e-book
- Classici: una collana per offrire al pubblico più vasto i grandi libri che non tramontano al prezzo più economico. In un unico grande ebook i capolavori e le opere complete dei più importanti protagonisti della letteratura, della filosofia e del teatro[17].
- Il Sapere
- Manuali e guide: manuali indispensabili e di facile consultazione per i lettori che vogliono imparare a disegnare, a cucinare piatti appetitosi, oppure a crescere ed educare i propri figli. E non solo... 101 consigli in amore o sul posto di lavoro, 101 itinerari da sogno in volumi originali e divertenti che contengono tutto quello che dovreste sapere o fare. Geniali e tutti da provare, almeno una volta nella vita[18].
- Narrativa: una collana ebook dedicata alla narrativa mondiale e ai romanzi che hanno ispirato indimenticabili film, per lettori e lettrici che vogliono divertirsi e riflettere sull'amore, l'amicizia e la vita. Letteratura come ricerca e avventura. La narrativa più estrema, gli stili più innovativi, le storie più forti in una collana che combina il noir e il romanzo metropolitano. Dal romanzo storico al romanzo rosa, dalla crime novel al memoir; sono i grandi successi della narrativa italiana e internazionale degli ultimi anni; sono gli ebook che non possono mancare in ogni libreria che voglia accogliere il meglio della contemporaneità[19].
- Originals: romanzi originali di grandi autori italiani, esclusivamente in versione ebook.
- Saggistica: una collana che ospita le inchieste giornalistiche più scomode, i temi attuali più scottanti e le analisi che fanno luce sugli aspetti torbidi della nostra società.
- Zeroquarantanove: una collana che riporta alla luce i celebri 100 pagine 1000 lire Newton (e molti altri classici di collane affini, come Giallo Economico Classico e Fantastico Economico Classico) in formato digitale a soli € 0,49.
- Zeroquarantanove classici.
- Zeroquarantanove fantastico.
- Zeroquarantanove gialli.
- Zeroquarantanove ricette.

## Autori principali
- Angela Marsons
- Robert Bryndza
- Joy Ellis
- Marcello Simoni
- Matteo Strukul